# Півнячі бої

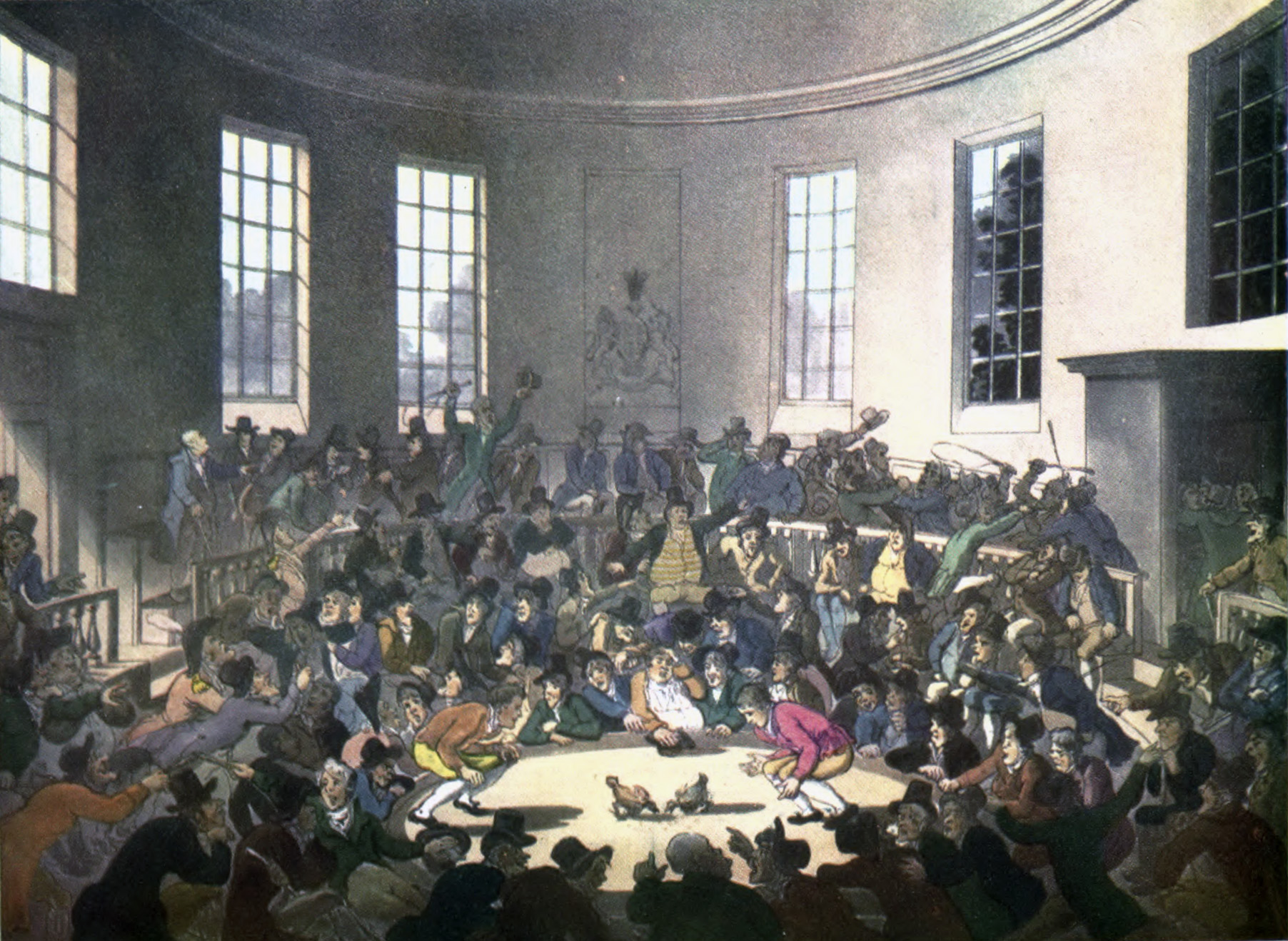
Півнячий бій у Лондоні, 1808

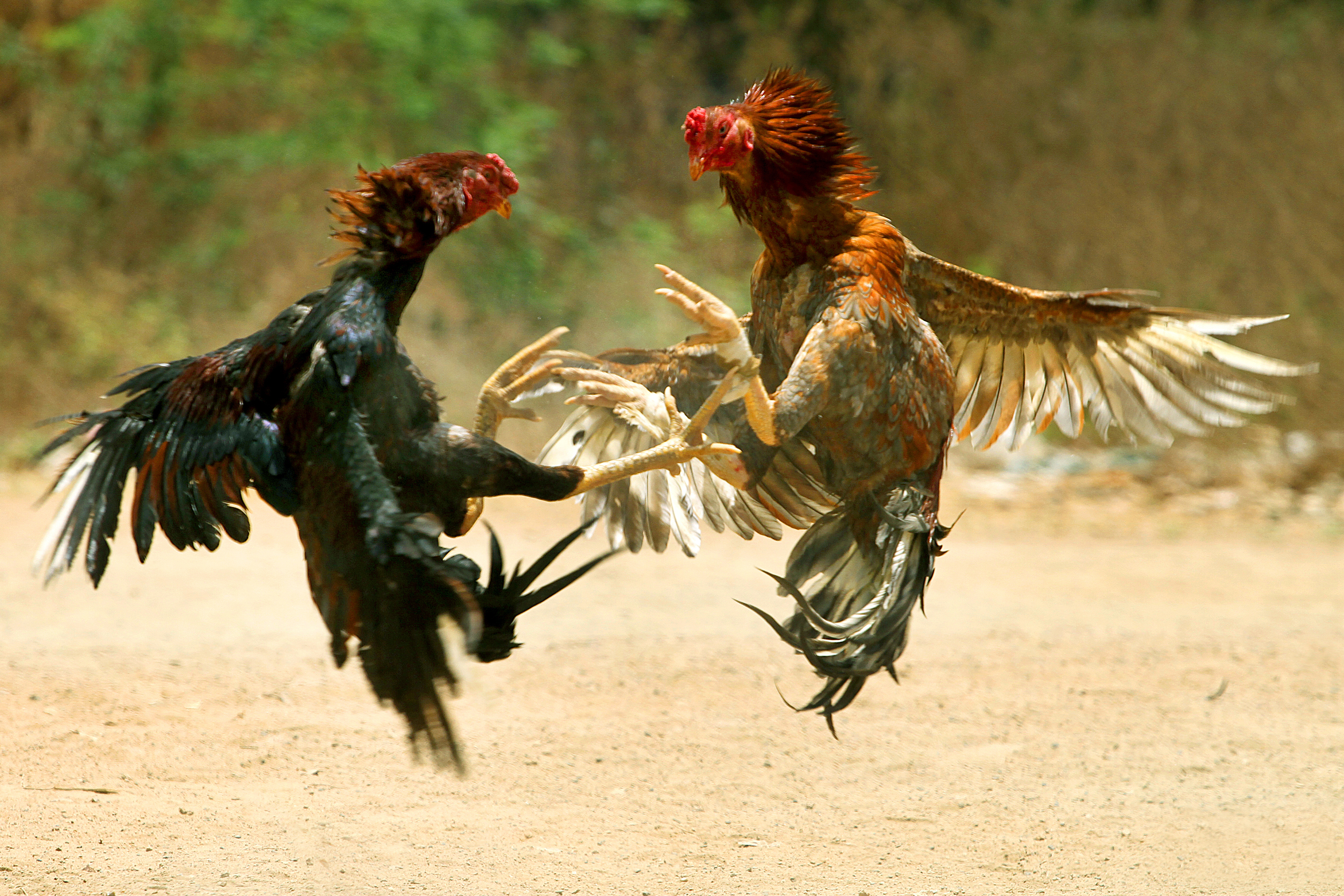
Бій півнів у Таміль-Наду, Індія

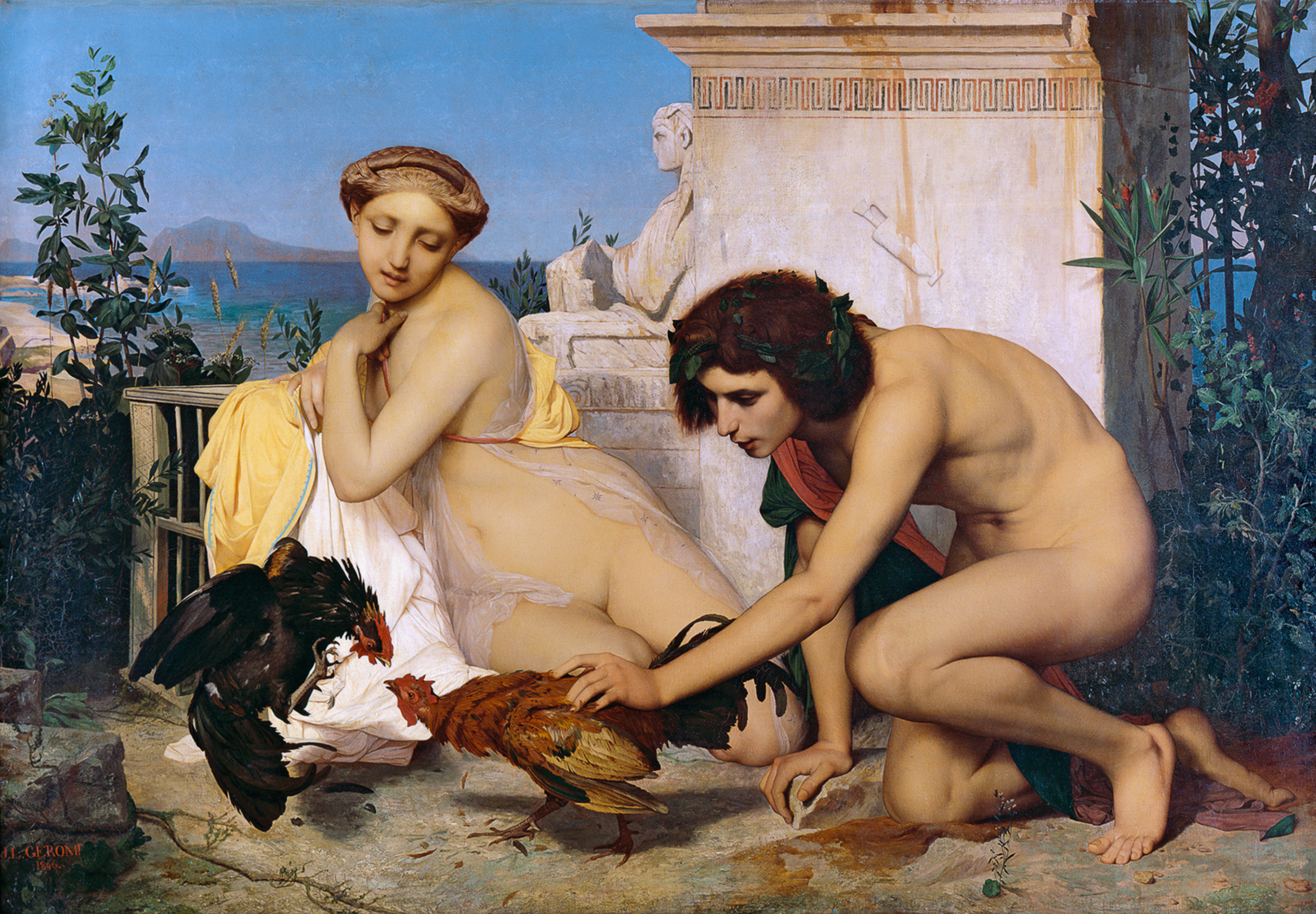
«Півнячий бій», картина Жана-Леона Жерома

Півнячі бої — змагання спеціально навчених господарями бойових півнів, яких нацьковують на бійку один з одним, азартний вид спорту, в якому спостерігачі роблять ставки на перемогу одного з півнів.

## Історія
Родоначальником сучасних півнів і курей прийнято вважати індійську дику курку, одомашнення якої відбулося в IV—III тисячоліттях до н. е. Спочатку володіння куркою вважалося царським привілеєм, і вони використовувалися виключно для півнячих боїв.
Півнячі бої проводилися ще в стародавні часи в країнах сходу: Індії, Китаї, Персії та інших.
До Вавилону бойові півні потрапили приблизно в 700 році до н. е. разом з перськими солдатами, які повернулися з походу на Індію.
У Греції вони стали популярні за часів Фемістокла, який повернувся з Перської походу і побудував спеціальний амфітеатр для боїв. Пізніше півнячі бої поширилися на Азію і Сицилію. Римляни зневажали півнячі бої, проте в роботах Колумели по сільському господарству стверджується, що серед них знаходилися любителі, які програвали на цьому купу грошей. З Риму цей вид розваг був занесений в Бельгію, Англію, Шотландію, Уельс, Голландію, Німеччину, Італію, Іспанію, Люксембург, а також в їхні колонії. Поширення півнячих боїв викликало відчайдушний опір церкви, який однак не зміг його зупинити.
Півнячі бої залишалися улюбленою розвагою англійської королівської сім'ї та дворянства до XIX ст. Перша в Британії арена для їх проведення була побудована королем Генріхом VIII.
Швидше за все, півнячі бої отримали величезну популярність завдяки тому, що для їх організації потрібно набагато менше місця і грошей, ніж для кориди.
У колоніях Північної Америки півнячі бої з'являються досить рано, однак практично відразу ж забороняються в деяких штатах. У Великій Британії цей вид спорту підпадає під заборону в 1849 р., а на Кубі тільки лише з приходом до влади Фіделя Кастро в 1959 р.
У Росії півнячі бої набули популярності завдяки Олексію Орлову і генералу Всеволожському. У Москві існувало Товариство півнячих мисливців, що займалося проведенням боїв. З 1860-х років поліція почала переслідувати півнячі бої.

## Правила
Зазвичай для півнячих боїв використовують майданчик округлої форми з розміром бордюрів діаметром приблизно 6 м. Бар'єр по краях майданчика не дає півням вийти за територію рингу.
Виділяють три форми проведення півнячих боїв:
- Змагання або матч. Бій ведеться в заздалегідь визначених парах. Переможець визначається кількістю перемог.
- Королівська битва. Усі птахи одночасно випускаються на поле бою. Переможцем вважається останній з півнів, що залишився живий або здатний продовжувати бій.
- Уельський бій. Битва ведеться у восьми парах. Потім у парах бій іде між переможцями першого і другого раунду. І, нарешті, у четвертому раунді стравлюються два півні, які перемогли у своїх парах у попередньому раунді. Перед боєм птахи не повинні бачити один одного.

Ставки на півнячі бої приймаються як до початку змагань, так і безпосередньо в ході битви. Півні зазвичай виходять на арену у віці одного-двох років. У віці півроку курчатам відрізають гребінь, так як його пошкодження в ході бою призводить до великої втрати крові. Для тренувань півня використовують спеціальні бігові тренажери.
Перед початком змагань на натуральні півнячі шпори надягають штучні з металу або кістки довжиною близько 4 см. Проте, існують і більш довгі шпори, що досягають 6,5 см. Відомі випадки, коли півень вбивав власного господаря, розрізавши горло шпорами.
Сучасні правила дозволяють відкликати з арени півня, який отримав серйозні травми. Також іноді застосовуються раунди, обмежені за часом.
Якщо півень відмовляється битися зі своїм супротивником, то в цьому випадку йому зараховують поразку.
У всіх півнячих боях слово судді є законом. Це поширюється зокрема й на ставки.
Зазвичай півень б'ється раз у житті, тому що навіть якщо він здобуде перемогу, зазвичай гине через тиждень від ран.

## Юридичні аспекти
У багатьох європейських країнах півнячі бої заборонені як жорстоке видовище. В Україні півнячі бої, як і бої за участю інших тварин (собак, гусей і т. д.) заборонені ст. 25 Закону України «Про захист тварин від жорстокого поводження» та ст. 299 Кримінального кодексу України. За організацію півнячих боїв винуватець може бути засуджений до штрафу розміром до 850 гривень або арешту на строк до шести місяців.

## Ресурси Інтернету
Вікісховище має мультимедійні дані за темою: Півнячі бої
- Гирц К. Интерпретация культур. — М., 2004. — С. 478—522. Кліффорд Гірц. Глибока гра: нотатки про півнячі бої у балійців
- Humane Society Cockfighting factsheet
- Narrated pictorial on cockfighting in Bali, Indonesia
- Cockfight in Istanbul
- Encyclopedia of Oklahoma History and Culture — Cockfighting